# ارکیده آرنجی
ارکیده آرنجی (نام علمی: Spiculaea) نام یک سرده از تیره ثعلبیان است.